# Liste der Biografien/Goj
Liste der Biografien |
Portal Biografien |
Personensuche
# |
A |
B |
C |
D |
E |
F |
G |
H |
I |
J |
K |
L |
M |
N |
O |
P |
Q |
R |
S |
T |
U |
V |
W |
X |
Y |
Z |
?
 
Ga |
Gb |
Gc |
Gd |
Ge |
Gf |
Gh |
Gi |
Gj |
Gk |
Gl |
Gm |
Gn |
Go |
Gp |
Gq |
Gr |
Gs |
Gu |
Gv |
Gw |
Gy |
Gz
 
Goa |
Gob |
Goc |
God |
Goe |
Gof |
Gog |
Goh |
Goi |
Goj |
Gok |
Gol |
Gom |
Gon |
Goo |
Gop |
Gor |
Gos |
Got |
Gou |
Gov |
Gow |
Goy |
Goz
Die Liste der Biografien führt alle Personen auf, die in der deutschsprachigen Wikipedia einen Artikel haben. Dieses ist eine Teilliste mit 22 Einträgen von Personen, deren Namen mit den Buchstaben „Goj“ beginnt.

## Goj

### Goja
- Gojak, Amer (* 1997), bosnisch-herzegowinischer Fußballspieler
- Gojak, Lana (* 1983), kroatische Schauspielerin
- Gojan, Veaceslav (* 1983), moldauischer Boxer
- Gojanovic, Igor (* 1968), schweizerischer Basketballspieler

### Gojc
- Gojčo, sechster Ban des mittelalterlichen Königreiches Kroatien (zwischen 1059 und 1069)

### Gojd
- Gojdič, Pavol Peter (1888–1960), griechisch-katholischer Bischof von Prešov

### Gojk
- Gojković Cune, Predrag (1932–2017), serbischer Sänger von Volksliedern, Sevdalinka und mexikanischen Liedern
- Gojković, Maja (* 1963), serbische Juristin und Politikerin
- Gojković, Renato (* 1995), bosnischer Fußballspieler

### Gojn
- Gojnea, Mădălina (* 1987), rumänische Tennisspielerin
- Gojnik, serbischer Monarch
- Gojniković, Petar, Sohn des Gojnik und Neffe Mutimirs, und herrschte als Groß-Župan über Serbien (circa 892–917)

### Gojo
- Gojo, Borna (* 1998), kroatischer Tennisspieler
- Gojo, Filippa (* 1988), österreichische Jazzmusikerin (Gesang, Komposition)
- Gojong (1192–1259), 23. König des Goryeo-Reiches und der Goryeo-Dynastie
- Gojong (1852–1919), 26. König der Joseon-Dynastie und Kaiser des Kaiserreichs KoreaGojong (1852–1919)

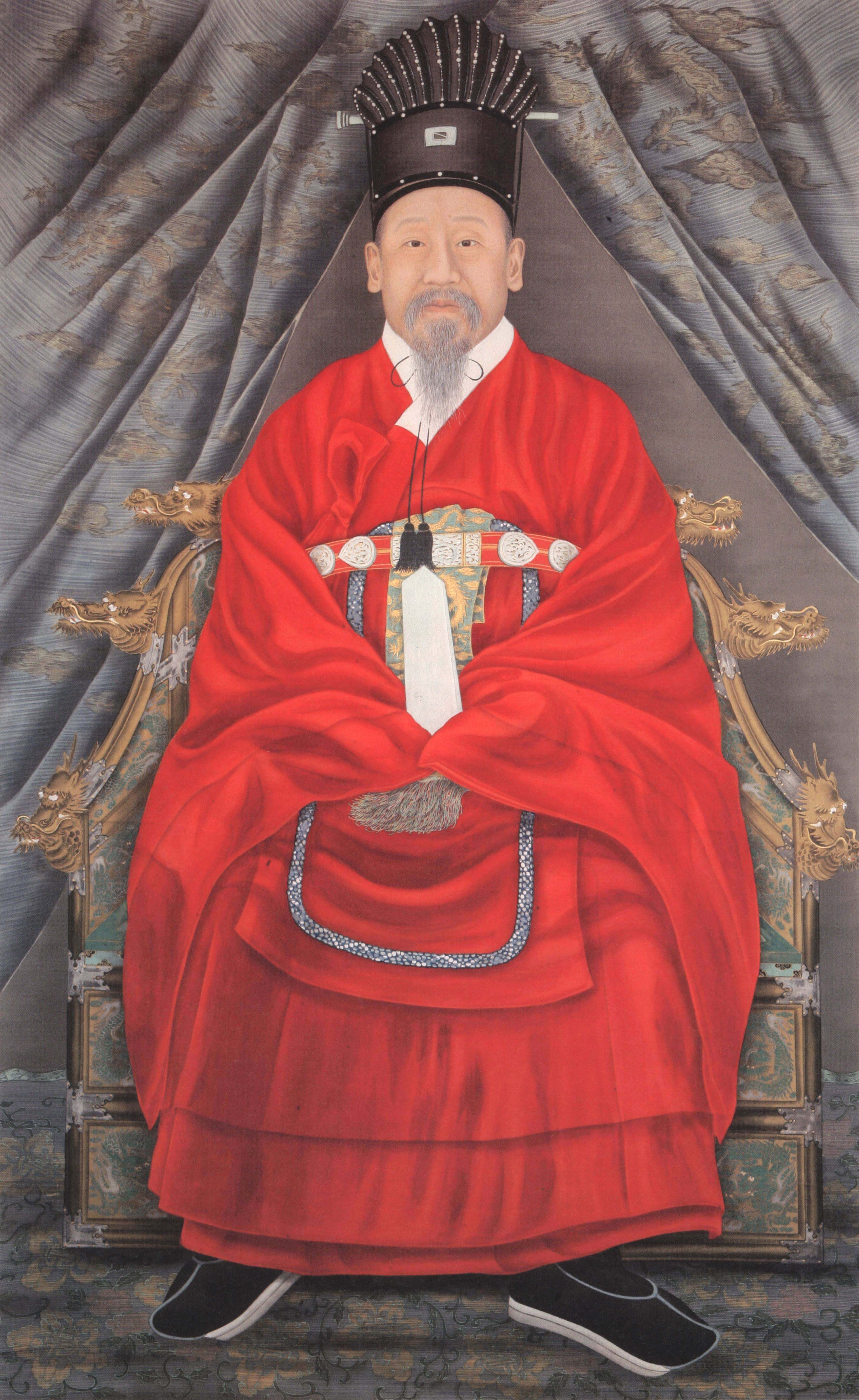
Gojong (1852–1919)

- Gojorani, Ciro (1834–1908), italienischer Schriftsteller
- Gojowczyk, Hubertus (* 1943), deutscher Objekt- und Konzeptkünstler
- Gojowczyk, Peter (* 1989), deutscher Tennisspieler
- Gojowy, Detlef (1934–2008), deutscher Musikwissenschaftler

### Gojs
- Gojsalić, Mila († 1530), Volksheldin und Märtyrerin

### Goju
- Gojun, Jakov (* 1986), kroatischer Handballspieler